# Graciela Ocaña
María Graciela Ocaña (San Justo, Buenos Aires; 16 de septiembre de 1960) es una dirigente política y licenciada en ciencias políticas argentina. En 2007 ocupó la titularidad del Ministerio de Salud de la Argentina en el gobierno de Cristina Fernández. Actualmente se desempeña como vicepresidente tercera de la Legislatura de la Ciudad de Buenos Aires.

## Trayectoria

### Formación académica
Ocaña se recibió de bachiller normal con orientación pedagógica en la Escuela Normal de San Justo. Se licenció en Ciencias Políticas en la Universidad Kennedy.[cita requerida]

### Comienzos en política
Volvió a la actividad política cuando se formó el Grupo de los Ocho, conformado por legisladores peronistas disconformes con el gobierno menemista, que formaron su propio bloque. Por intermedio de Chacho Álvarez se unió al Frente Grande, que luego se transformaría en el Frepaso. Por este partido sería electa diputada nacional bonaerense en 1999.
En 2002, Ocaña decidió integrarse al partido ARI por el que fue reelegida como diputada en el 2003.

### Directora del PAMI (2004-2007)
En enero de 2004 a pesar de no participar de su espacio político, aceptó ser Directora del PAMI con el objetivo de normalizar la situación en la que se encontraba luego de la crisis económica más profunda que vivió el país en 2001. Desde ese cargo denunció los sobreprecios que las prestadoras de servicios aplicaban al PAMI y avanzó con la reformulación de los contratos.
Realizó activas  políticas de apertura de información y de transparencia que fueron de vital importancia en la consolidación de un modelo distinto de conducción del PAMI, apoyado en una administración abierta a los beneficiarios y a la sociedad en general.A.|apellido=Bernardini Zambrini|año=2011|fechaacceso=8 de abril de 2020}}</ref> De ser una de las ministras con mejor imagen del gabinete de Cristina Fernández y de ser nombrada como potencial candidata para las elecciones legislativas de dicho año, esta situación debilitó fuertemente su imagen y puso en duda su continuidad al frente del Ministerio.
En contraste, a poco de desatada la epidemia de gripe porcina (influenza A-H1N1) provocó un conflicto con México,  y dispuso la suspensión de vuelos entre México DF y Buenos Aires, medida sostenida aún a pesar de la duras críticas del presidente mexicano. Dispuso el bloqueo de los aeropuertos para prevenir el avance del virus en la Argentina. Se envió al congreso un proyecto de ley de emergencia sanitaria. Dicho proyecto nombraba a todas las provincias
Reforzó el control interno y externo del Instituto a través de una serie de políticas y estrategias, como la continuación formal del Consejo Participativo de Auditoría, Control y Planeamiento Estratégico, convocando para su integración a la Auditoría General de la Nación, la Sindicatura General de la Nación, la Superintendencia de Servicios de Salud, la Defensoría del Pueblo de la Nación, al Defensor de la Tercera Edad de la Ciudad Autónoma de Buenos Aires, un representante de las Universidades Nacionales propuesto por el Consejo Interuniversitario Nacional y un representante de la Academia Nacional de Medicina cuya finalidad era participar en la elaboración de una normativa para la reestructuración del organismo.Instituto.
A su vez, se instaló como un órgano de control especial dentro del PAMI una Unidad Fiscal de Investigaciones para recibir denuncias que pudieran derivar en el inicio de acciones penales e iniciar investigaciones preliminares respecto de delitos económicos cuyo sujeto pasivo fuera el Instituto .

### Ministra de Salud (2007-2009)

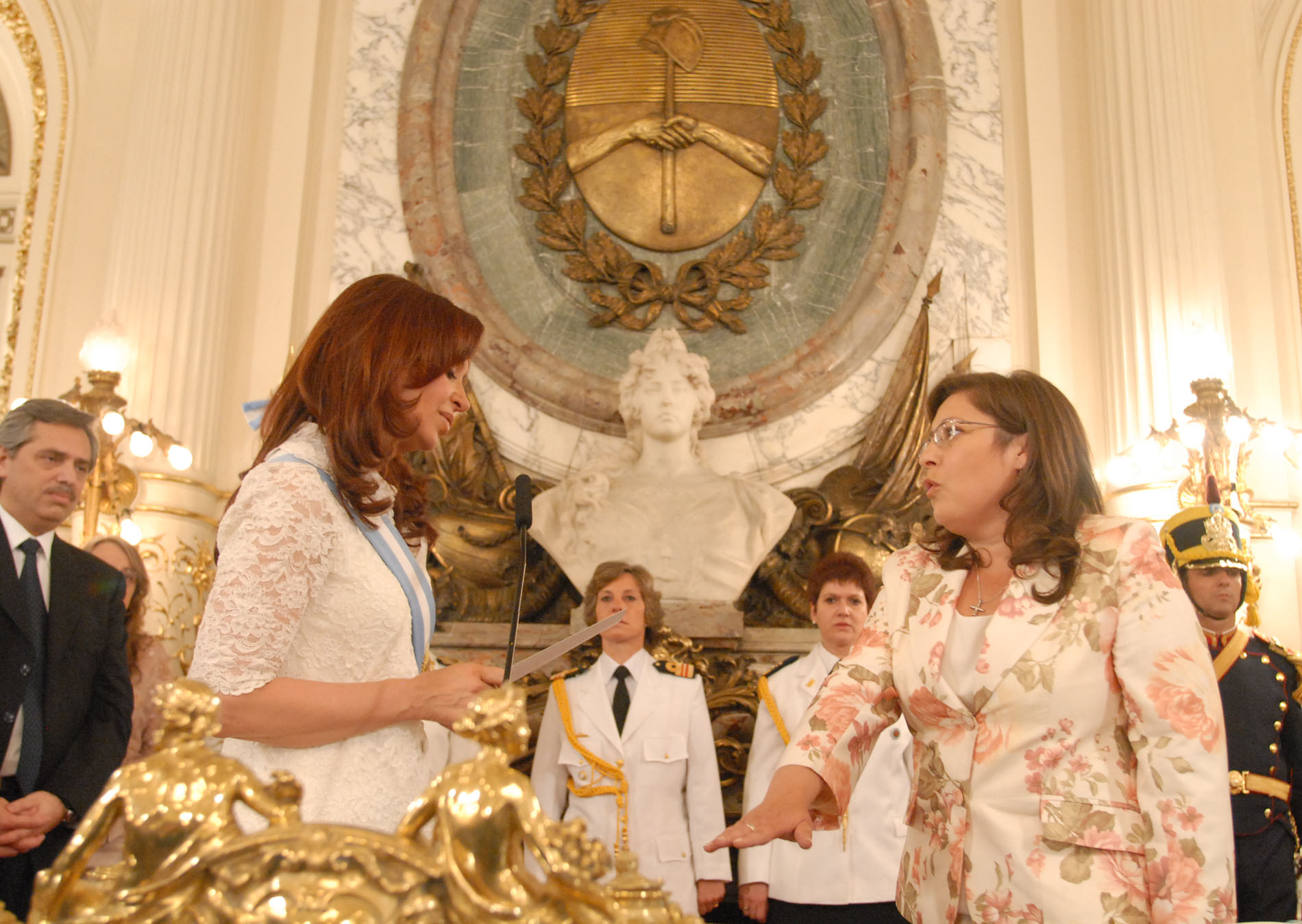
Graciela Ocaña (der.), dando el juramento al asumir el cargo de Ministra en 2007

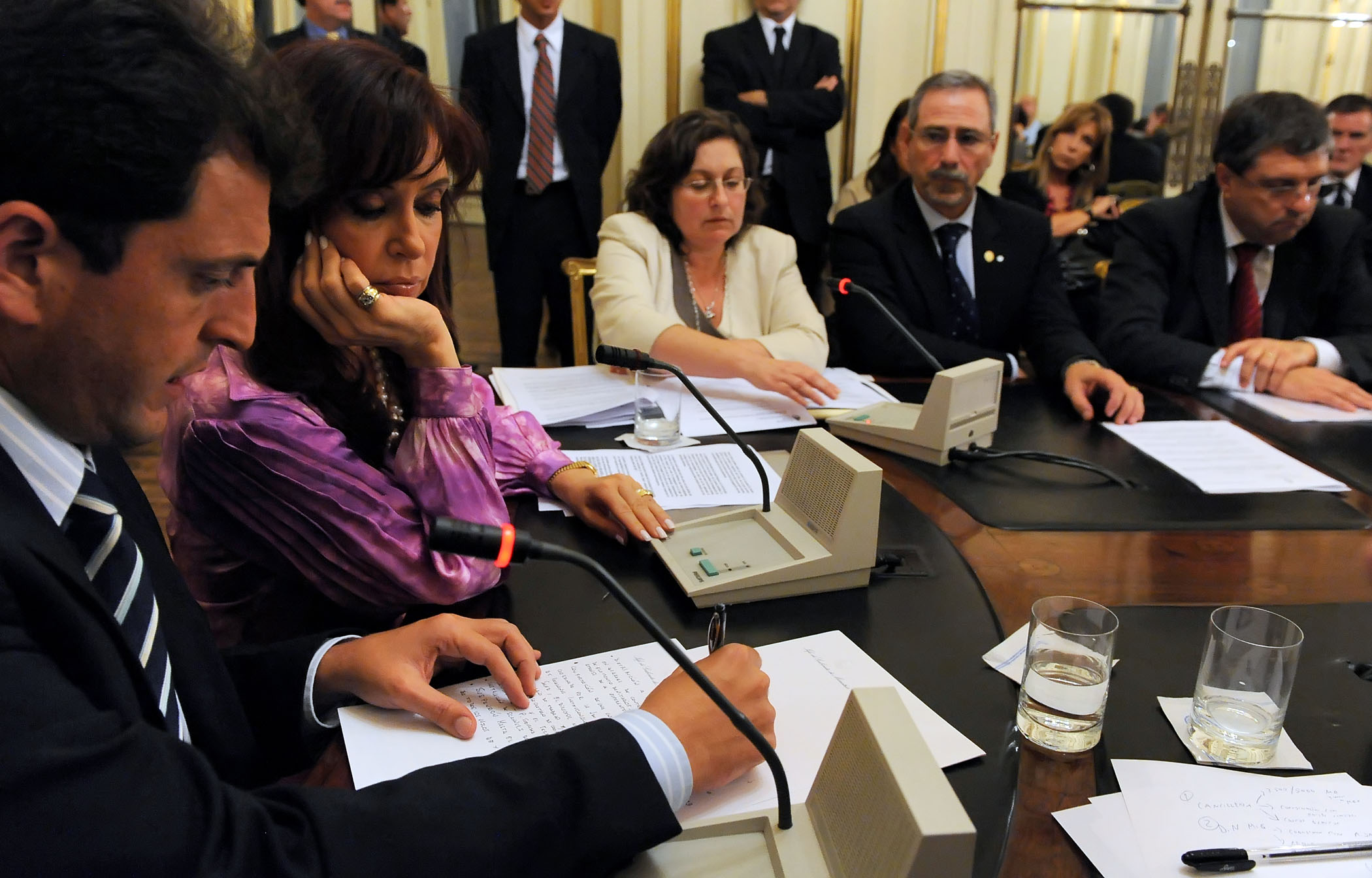
Reunión ministerial sobre gripe porcina

El 10 de diciembre de 2007 asumió como Ministra de Salud, siendo la primera mujer en desempeñarse en ese cargo. Llegó a su cargo con la idea de desempeñarlo como una prolongación de las medidas que había tomado en PAMI: mejorar la atención, trabajar sobre la capacitación del personal, llevar adelante los programas preventivos, mejorar la organización.
El primer gran desafío al que tuvo que enfrentar en el inicio de su gestión fue una epizootia de monos en la zona de Iguazú que advertía de la posibilidad de circulación del virus de la fiebre amarilla. Si bien los niveles de vacunación eran bajos, siendo la vacunación obligatoria, menos del 50 por ciento de la población con riesgo estaba vacunada. Entonces ordenó iniciar una vacunación con los ministros de salud de Corrientes, Misiones, Chaco y Formosa, la región donde es más común esta enfermedad. Vacunas que ese año eran escasas, porque uno de los pocos laboratorios extranjeros que las produce — Sano Pasteur—lo había hecho en una menor cantidad y no había stock. A pesar de eso, se adquirieron todas las que había en el mercado y compraron en distintos países como Ecuador, para resolverlo. Y así Argentina no tuvo problemas en la provisión de vacunas para la fiebre amarilla.
El segundo gran desafío al que dio frente sucedió a partir del 21 de enero de 2009, cuando la Dirección de Epidemiología del Ministerio de Salud de la Nación emitió la alerta epidemiológica número uno para poner en aviso al sistema sanitario nacional de la aparición del dengue. Frente a este anuncio desde el Ministerio de Salud se actuó según los protocolos establecidos: dar alerta epidemiológica, con las correspondientes recomendaciones y a partir de ahí, las provincias eran las que debían tomar las medidas correspondientes en su jurisdicción para la detección y la atención, y preparar su sistema sanitario para la emergencia
Y cuando Argentina estaba saliendo de esta epidemia, en abril de 2009 la Organización Mundial de la Salud alertó sobre la existencia de varios centenares de casos humanos sospechosos de gripe porcina en México y Estados Unidos, situación que cambió en el 11 de junio de 2009 cuando la OMS declaró la fase 6. Desde el Ministerio de Salud de la Nación se siguió el «Plan Integrado de Respuesta frente a la Pandemia de Influenza», basado en la coordinación general, la vigilancia, la vacunación, la entrega de antivirales, la planificación de los servicios de salud y comunicaciones. Luego de denunciar la presión por el ocultamiento de datos por parte del Ejecutivo Nacional, presentó su renuncia el 29 de junio de 2009. Pese a su salida anticipada del ministerio, Ocaña logró dos grandes objetivos: disminuir la mortalidad infantil y la mortalidad materna. Además de Ocaña se había enfrentado al dirigente gremialista Hugo Moyano y al superintendente de Servicios de Salud de la Nación, Héctor Capaccioli, cuando ella denunció que algunas droguerías proveedoras del estado estaban relacionadas con el tráfico ilegal de efedrina. Ocaña había denunciado a la CGT por fraude en el área de tratamientos de cáncer y HIV. Héctor Capaccioli terminó renunciando por estas denuncias y su enfrentamiento con Ocaña. Tras su renuncia, Ocaña siguió mostrando en los medios la investigación sobre el fraude de los medicamentos falsificados.

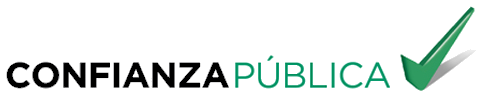
Confianza Pública

### Confianza Pública
Fue nuevamente electa diputada nacional en 2011 con mandato hasta 2015 por Unión para el Desarrollo Social (UDeSo), pero en 2013 anunció el lanzamiento de un nuevo partido, Confianza Pública, con el cual competiría en las elecciones de 2013 encabezando las listas de candidatos a la Legislatura de la Ciudad de Buenos Aires. En esta elección resultaría designada legisladora para el período legislativo 2013 - 2017.
En las PASO de 2015 se presentó como precandidata a Jefa de Gobierno de la Ciudad de Buenos Aires por ECO y las perdió al competir con Martín Lousteau.
En abril de 2016 se integró al partido gobernante, Cambiemos, tras ser invitado por el jefe de Gobierno porteño Horacio Rodríguez Larreta. En junio de 2017 fue elegida como primera candidata a diputada nacional por la provincia de Buenos Aires. En las elecciones de octubre su lista obtuvo el 34.58% de los votos, quedando en primer lugar y consiguiendo una banca en la cámara baja.
Como Diputada Nacional a lo largo de su trayectoria presentó una serie de proyectos en materia de salud, tercera edad y transparencia:
- Ley de Publicidad de Gastos Médicos[33]
- Declaración de emergencia nacional de los recursos humanos de enfermería[34]
- Transparencia en las contrataciones del Estado
- ART para Bomberos Voluntarios
- Elevación Oficina Anticorrupción como órgano descentralizado
- Prevención de delitos en espectáculos futbolísticos
- Programa de Prevención de la Violencia Contra Mujeres Mayores
- Creación Defensoría de los Adultos Mayores

### Investigaciones y denuncias
En 2013 junto al Diputado Manuel Garrido, denunciaron por enriquecimiento ilícito al entonces Vicepresidente de la Nación, Amado Boudou por las declaraciones patrimoniales que Boudou había presentado ante la Oficina Anticorrupción sobre su crecimiento patrimonial; este análisis arrojó importantes inconsistencias en lo que respecta a su patrimonio. También denunció maniobras irregulares en la pauta oficial por parte del exvicepresidente. Las sociedades WSM y Rock Argentina cobraron más de 5,5 millones de pesos en concepto de publicidad oficial durante el 2012.
En 2015 fue denunciada por su reemplazante, el nuevo director del PAMI, Luciano Di Cesare, por haber mantenido 2.500 millones de pesos líquidos sin invertir los fondos excedentes, lo cual habría impedido cobrar los intereses que ese dinero podría haber generado. Por ese motivo la acusó de «defraudación por administración fraudulenta en perjuicio de la administración pública y/o incumplimiento de los deberes de funcionario público». Según la ley promulgada en 2002, en su artículo 11, “los fondos excedentes, se invertirán exclusivamente en depósitos a plazo fijo en el Banco de la Nación Argentina, en condiciones que aseguren el máximo interés en vencimientos escalonados”. Asimismo, los fondos líquidos a los que hacía alusión Ocaña en su declaración testimonial tampoco fueron invertidos en prestaciones, ya que en el año 2004 la tasa de utilización de los servicios de PAMI por parte de los afiliados fue solo del 30%.

##### Vacunatorio VIP
En marzo de 2021, la Diputada Nacional Graciela Ocaña presentó una denuncia ante el fiscal Eduardo Taiano por el hecho conocido como “Vacunatorio VIP”, se trataba de un desvío de 60 dosis de la vacuna rusa Sputnik V durante un traslado a la ciudad de El Calafate, que terminaron aplicando a personal no indicado para el momento de pandemia en el que estábamos reconocidos como “amigos del poder”.

##### Denuncia a Fernanda Raverta y a Carlos Zannini por la doble pensión de Cristina Kirchner
En noviembre de 2021 denunció frente a la  justicia penal a la titular de la ANSES, Fernanda Raverta, y al Procurador del Tesoro, Carlos Zannini, quienes posibilitaron que Cristina Kirchner vuelva a percibir la doble pensión vitalicia.

## Denuncias

### Enriquecimiento ilícito
La denuncia contra la diputada por enriquecimiento ilícito la presentó Gustavo Vera, quien precisó que su patrimonio pasó de un millón y medio a cuatro millones de pesos entre 2015 y 2016, y también se pidió que se investigue si incurrió en negociaciones incompatibles con su condición de funcionaria pública y falsedad maliciosa en la presentación de sus declaración jurada. La causa será instruida por el juez Julián Ercolini.
En febrero de 2019 el juez Julián Ercolini sobreseyó a la diputada Ocaña en la denuncia de enriquecimiento ilícito y negociaciones incompatibles en el ejercicio de la función pública, que había presentado en su contra el presidente de la fundación La Alameda, Gustavo Vera.

### Afiliaciones y aportes falsos en su campaña política y lavado de dinero
En 2017 se presentó como candidata a diputada por Cambiemos en la provincia de Buenos Aires. En 2018 el periodista Juan Amorín en el sitio El Destape reveló la trama mediante la cual Cambiemos utilizó el nombre de beneficiarios sociales para blanquear dinero en la campaña. Al menos se descubrieron 205 casos de personas que reciben planes sociales o están por debajo de la línea de la pobreza y aparecían financiando la campaña oficialista en la provincia de Buenos Aires. Fueron utilizados al menos 200 titulares de planes Ellas Hacen y Argentina Trabaja, haciéndolos pasar como pequeños aportantes de campaña de Esteban Bullrich, candidato a senador, y Graciela Ocaña, candidata a diputada. Los aportantes al ser llamados confirmaron que ninguno de ellos había hecho tal aporte y su situación económica lejos está de poder asumir un gasto semejante. La mayoría de los “aportantes” resultaron ser personas que se encuentran en una situación de pobreza y vulnerabilidad económica importante y residían en asentamientos o villas. Incluso figuraban como aportantes de decenas miles de pesos personas que vivían en la calle o acudían a comedores comunitarios para poder alimentarse. Finalmente fue denunciada penalmente junto a los senadores macristas Esteban Bullrich y Gladys González y el diputado Héctor Toty Flores por usar más de 200 personas pobres como falsos aportantes a su campaña millonaria de 2017.
El caso es de tal notoriedad que el referente del partido español Podemos, Juan Carlos Monedero, comparó las causas de la destitución del expresidente español Mariano Rajoy con la investigación por los aportes truchos en la campaña de Cambiemos. Monedero explicó: 

"En España también quisieron colgarle la responsabilidad al contador del partido, pero la sociedad no lo permitió".

## Obras
- Contra la corrupción Archivado el 9 de febrero de 2019 en Wayback Machine., Editorial Planeta, 2017, ISBN 9789504957652.
- Remedios que matan: la mafia de los medicamentos, Buenos Aires, Aguilar, 2010, ISBN 9789870415879.